# Pascal Demarthe
Pascal Demarthe, né le 29 janvier 1960 à Abbeville dans la Somme, est un homme politique français.
Ancien socialiste il est membre de l'UDI, il est maire d'Abbeville depuis 2020.
De 2014 à 2017, il est député socialiste de la Somme, un mois après la nomination de Pascale Boistard, dont il est suppléant, au gouvernement.

## Situation personnelle
Il fut un coureur de bon niveau régional au sein du SC Abbeville Athlétisme et entraîneur de Bruno Malivoir, champion de Picardie de cross-country en 1994 et médaillé de bronze aux championnats de France de marathon de 1995 à Cherbourg.

## Parcours politique

### Conseiller municipal d'Abbeville
Il est enseignant, élu conseiller municipal d'Abbeville en 2008 sur la liste de Nicolas Dumont (PS), conseiller général de la Somme (canton d'Abbeville-Sud) de 2008 à 2015. Il a été 7e vice-président du conseil général chargé de l'Éducation.
En 2015, il se présente, avec Nathalie Poilly, sur le canton d'Abbeville-2,. Pourtant qualifié au second tour, le tandem de gauche se retire afin de faire barrage au FN, clôturant une campagne agitée.

### Député de la Somme
Suppléant, il devient député de la Somme le 27 septembre 2014, lorsque la députée PS Pascale Boistard est nommée secrétaire d'État chargée des droits des femmes dans le gouvernement de Manuel Valls,,.
Député durant la XIVème législature, il siégeait avec le groupe Socialiste, écologiste et républicain (SER). Présent à 100% des votes solennels à l'Assemblée nationale, il affichait un taux de participation plus élevé que les députés des autres groupes, dont la moyenne s'élevait à 93%. Ses votes suivaient la même ligne que son groupe politique dans 92% des cas, une moyenne un peu moins élevée que celle des autres députés socialistes, dont le taux de loyauté s'élevait à 95%.
Pascal Demarthe était membre de la Commission des affaires culturelles et de l'éducation, entre le 1er octobre 2014 et le 17 juin 2017, et de la Commission des affaires économiques, au 13 juillet 2016. 
Durant son mandat de député, Pascal Demarthe s'entoure de 4 collaborateurs parlementaires, dont son épouse, chargée de la communication sur les réseaux, des reportages photographiques lors des déplacements, de l'organisation d'événements et de l'accueil des groupes en visite à l'Assemblée nationale,.
Il parraine Emmanuel Macron pour l'élection présidentielle de 2017. Le 17 mars 2017, il annonce son soutien à Emmanuel Macron, candidat d'En Marche !,, ce qui l'oblige à céder sa place de suppléant pour les élections législatives de 2017, mais n'adhère pas à LREM par la suite.

### Fondateur du club Max Lejeune
Le 11 juin 2018, il annonce qu'il rejoint l'UDI, et qu'il compte lancer un « club Max », en mémoire de Max Lejeune, ancien maire d'Abbeville et fondateur du Parti social-démocrate. L'association est créée le 21 juillet 2018,, et déclarée en préfecture le 7 août 2018.

### Maire d'Abbeville
En octobre 2019, Pascal Demarthe est investi chef de file UDI en vue des municipales de 2020 à Abbeville. Il dévoile la composition de sa liste d'union du centre et de la droite, UDI et Les Républicains, en février 2020. Intitulée « Avec Pascal Demarthe, fiers d'être Abbevillois », celle-ci compte 37 candidats, dont un est adhérent UDI, et cinq LR. Avec une moyenne d'âge de 55 ans, dont sept candidats ont plus de 70 ans, et cinq moins de 30 ans, la liste est issue à 80 % de la société civile,.
Durant la campagne municipale du premier tour, Pascal Demarthe met l'accent sur la relance de l'attractivité économique des commerces du centre-ville : il propose la création d'un collège d'experts locaux, le recrutement d'un manager du centre-ville chargé de coordonner l'activité économique de la zone, et l'organisation d'assises du commerce. 
Pascal Demarthe envisage de financer ces mesures avec le programme d'investissement "Action cœur de ville". Pour soutenir l'activité économique, il propose des baisses d'impôts pour les particuliers et les professionnels, comme une réduction de 15% de la taxe foncière, et « une exonération de charges comme les droits de terrasse jusqu’au printemps 2021 et de la taxe sur la pub extérieure ». En matière d'emplois, il souhaite développer le tourisme culturel et le tourisme de mémoire. Le candidat à la mairie souhaite également améliorer l'accessibilité du centre-ville pour les personnes âgées, en augmentant les moyens des associations et des dispositifs d'aide à domicile. 
La liste menée par Pascal Demarthe arrive en tête au premier tour des municipales, avec 2211 voix, soit 31,23 % des suffrages exprimés. Toutefois, en raison de la pandémie de Covid-19, Emmanuel Macron annonce le 16 mars 2020 le report du second tour des municipales qui devait avoir lieu le 22 mars. Le second tour des municipales à Abbeville donne lieu à une quadrangulaire. Un dissident LREM, Michel Kfoury, dont la liste « Abbeville-Envies » est arrivée cinquième, apporte publiquement son soutien à Pascal Demarthe au lendemain du premier tour. Néanmoins, durant l'entre-deux tours, Michel Kfoury retire son appui à la liste UDI-LR, déclarant ne pas donner de consignes de vote. Le candidat d'Abbeville-Envies précise par la suite qu'il soutient la liste la plus à même de battre celle menée par Aurélien Dovergne, qu'il qualifie d'anti-écologiste, hésitant entre la liste de Pascal Demarthe (UDI-LR) et celle d'Angelo Tonolli (Union de la gauche). 
Le 28 juin 2020, la liste « Avec Pascal Demarthe, fiers d'être Abbevillois » remporte le second tour des municipales avec 3062 voix, soit 41,66 % des suffrages exprimés. Pascal Demarthe est élu maire d'Abbeville, par 26 voix sur 35, lors du conseil municipal d'installation du 3 juillet,. Le 10 juillet, il est également élu président de la communauté d'agglomération de la Baie de Somme.
En 2021, il se présente aux élections régionales sur la liste divers droite « Se battre pour vous » de Xavier Bertrand. En 4ème position sur la liste départementale de la Somme conduite par Brigitte Fouré, il est élu conseiller régional des Hauts-de-France le 2 juillet 2021.

## Détail des mandats
- 20 mars 2008 - 12 octobre 2014 : Conseiller municipal d'Abbeville
- 20 mars 2008 - 2 avril 2015 : Conseiller général de la Somme (Canton d'Abbeville-Sud)
- 27 septembre 2014 - 17 juin 2017 : Député socialiste de la 1re circonscription de la Somme[11]
- 3 juillet 2020 - en cours : Maire d'Abbeville
- 10 juillet 2020 - en cours : Président de la communauté d'agglomération de la Baie de Somme
- 2 juillet 2021 - en cours : Conseiller régional des Hauts-de-France

## Distinctions
Le 8 mai 2024, Pascal Demarthe a reçu la médaille d'or de l'Office national des anciens combattants pour le travail de mémoire effectué par la ville d'Abbeville.

## Positionnement politique
Ayant commencé tardivement la politique, il milite d'abord au sein du PS et se reconnaît dans l'aile droite du parti, qu'il qualifie de sociale-démocrate. Après avoir quitté le PS en 2017, il rejoint l'année suivante l'UDI, dont il souligne les tendances girondines et fédéralistes, et se rapproche de personnalités centristes comme Daniel Dubois, Stéphane Demilly et Brigitte Fouré.
Revendiquant une filiation politique avec Max Lejeune, fondateur du parti social-démocrate, il se définit comme social, libéral, pro-européen et laïc.